# ستيفان جزيل
ستيفان جزيل (بالفرنسية: Stéphane Gsell)، المولود في 7 فيفري 1864م بباريس والمتوفى في 1 جانفي 1932م بباريس، هو عالم آثار فرنسي متخصص في إفريقيا الرومانية وبالخصوص في الجزائر القديمة.

## الترجمة
وُلِدَ «ستيفان جزيل» في يوم 7 فيفري 1864م في باريس من أب مهنته فنان في الزجاج أصله من سانت غالن في سويسرا وتم تجنيسه كفرنسي، ومن أم قريبة من عائلة العالِم لويس باستور.
واصل دراسته في المدرسة العليا للأساتذة إلى غاية العام 1883م.
ثم التحق بالمدرسة الفرنسية في روما من 1886م إلى 1890م.
وأنجز في العام 1889م أول حفريات أثرية منهجية في الموقع الإتروسكاني داخل مدينة فولتشي.
وحصل على شهادة الدكتوراه في العام 1894م بموضوع أطروحة رئيسي حول عهد الإمبراطور دوميتيان، وبموضوع أطروحة ثانوي حول آثار تيبازة، (باللاتينية: De Tipasa Mauretaniae Caesariensis urbe).
بعد أن تم تعيينه في المدرسة العليا للآداب في مدينة الجزائر، قام بإجراء حفريات أثرية في تيبازة وشرع في استكشاف العديد من المواقع الأثرية القديمة في الجزائر، ما سمح له بإصدار جرد استقصائي من مجلدَيْن في العام 1901م حول «البنايات القديمة في الجزائر».
وقد شرع في تدوين كتاب حول النقوش اللاتينية في الجزائر"، ولم يستطع نشر إلا مجلد واحد منه حول مرحلة "نقوش المرحلة البروكونسولية" في العام 1922م.
وكان تعيينه كمفتش للآثار القديمة في الجزائر ابتداء من العام 1900م، ثم جرى تنصيبه كمدير لـ«متحف الجزائر».
تم تعيينه في العام 1912م كأستاذ محاضر في كوليج دو فرانس، ثم تم تعيينه في العام 1919م كمفتش عام للمتاحف الأثرية في الجزائر.
وصار في العام 1923م عضوا في أكاديمية النقوش والفنون الجميلة.
ويُعتبر أهم إنجاز علمي وأدبي له هو إصدار موسوعة «التاريخ القديم لشمال أفريقيا»، (بالفرنسية: Histoire ancienne de l'Afrique du Nord) في ثمانية مجلدات تمت كتابتها ما بين العامين 1913م و1929م.

## التكريمات
- أستاذ محاضر في تاريخ شمال أفريقيا القديم بكوليج دو فرانس من 1912م إلى 1932م.
- عضو أكاديمية النقوش والفنون الجميلة[الفرنسية] في 1923م.

## أهم المؤلفات
- «أشغال الحفريات الأثرية في مدينة فولتشي ونشر نتائجها بتمويل من أمير طورلونيا»، (بالفرنسية: Fouilles dans la nécropole de Vulci, exécutées et publiées aux frais du prince de Torlonia)، المجلدات: 1، العام: 1891م.[11]
- «مقالة في عهد الإمبراطور دوميتيان»، (بالفرنسية: Essai sur le règne de l’empereur Domitien)، المجلدات: 1، العام: 1893م.
- «الأبحاث الأثرية في الجزائر»، (بالفرنسية: Recherches archéologiques en Algérie)، المجلدات: 1، العام: 1893م.
- «البنايات القديمة في الجزائر»، (بالفرنسية: Les Monuments antiques de l'Algérie)، المجلدات: 2، العام: 1901م.
- «أطلس الآثار في الجزائر»، (بالفرنسية: Atlas archéologique de l’Algérie)، العام: من 1902م إلى 1911م.
- «التاريخ القديم لشمال أفريقيا»، (بالفرنسية: Histoire ancienne de l'Afrique du Nord)، المجلدات: 8، العام: من 1913م إلى 1929م.
- "النقوش اللاتينية[الفرنسية] في الجزائر"، (بالفرنسية: Inscriptions latines de l'Algérie)، المجلدات: 2، العام: 1922م.
- «جولات أثرية في نواحي مدينة الجزائر»، (بالفرنسية: Promenades archéologiques aux environs d'Alger)، المجلدات: 1، العام: 1926م.

## المدن التاريخية
قام «ستيفان جزيل» بزيارة واستكشاف ووصف وتصنيف الكثير من المدن التاريخية في الجزائر أثناء أداء مهامه المختلفة، منها:
- إكوزيوم (باللاتينية: Icosium).[13]
- روسقونيا (باللاتينية: Rusguniae).[14]
- روزوبيكاري (باللاتينية: Rusubikari).[15]
- روزوكورو (باللاتينية: Rusuccuru).[16]
- روزوكمو (باللاتينية: Rusucmo).[17]
- روزوبيرسير (باللاتينية: Rusubirsir).[18]
- روزيكاد (باللاتينية: Rusicade).[19]
- روزيبيس (باللاتينية: Rusibis).[20]
- روزيبيكار (باللاتينية: Rusibicar).[21]
- روزازو (باللاتينية: Rusazu).[22]

## الوفاة
توفي «ستيفان جزيل» بتاريخ 1 جانفي 1932م في مدينة باريس بعد إصابته بخثار وريدي عميق مما تسبب له في انسداد وعاء دموي مميت.
وتم دفنه إثر ذلك في مقبرة ميدون بفرنسا.

### مواضيع ذات صلة
- إفريقيا الرومانية[الفرنسية]
- الجزائر القديمة[الفرنسية]